# Scholarship of Teaching and Learning
Scholarship of Teaching and Learning (abgekürzt SoTL oder SOTL) ist eine Programmatik, die Lehrende an Hochschulen dazu anregt, Fragen an die eigene Lehre und zum studentischen Lernen zu stellen und diese auf eine wissenschaftliche Weise zu beantworten. Ziel ist es, konkrete Lehre (Veranstaltungen oder deren Teile bzw. Curricula) systematisch zu reflektieren und zu verändern und darüber mit der Fachgemeinschaft ins Gespräch zu kommen. Als wissenschaftsdidaktischer Ansatz geht SoTL über empirische Evaluationsforschung hinaus: Er ist methodisch vielfältig, orientiert sich stark an den fachlich-methodischen Expertisen der Lehrenden und stellt praktische Relevanz und Kontextbezug über methodische Strenge im Sinne quantitativer Sozialwissenschaften.

## Definition
Der Hochschuldidaktiker Ludwig Huber definiert SoTL folgendermaßen: „Unter Scholarship of Teaching and Learning (im Weiteren kurz: SoTL) wird verstanden die wissenschaftliche Befassung von Hochschullehrenden in den Fachwissenschaften (also nicht in den für Lehr-Lern-Forschung zuständigen Disziplinen) mit der eigenen Lehre und/oder dem Lernen der Studierenden im eigenen institutionellen Umfeld durch Untersuchungen und systematische Reflexionen mit der Absicht, die Erkenntnisse und Ergebnisse der interessierten Öffentlichkeit bekannt und damit dem Erfahrungsaustausch und der Diskussion zugänglich zu machen.“
Neben dem konkreten lokalen Bezug sind drei zentrale Elemente von SoTL lebenslanges Lernen von Hochschullehrern bzw. Professoren, reflexives Lehren bzw. reflexive Praxis (etwa im Sinne Donald Schöns oder Carolin Krebers) und kollegialer Austausch.
Der Historiker Peter Felten, Direktor des Center for Engaged Learning und stellvertretender Leiter der Abteilung Lehren und Lernen an der Elon University, hat SoTL in fünf Grundsätzen zusammengefasst, von denen der vierte über die Definition Hubers hinausgeht: (1) die Untersuchung konzentriert sich auf das studentische Lernen, (2) sie nimmt engen Bezug auf einen konkreten Kontext, beispielsweise eine bestimmte Veranstaltung, (3) sie ist methodisch fundiert, (4) sie wird gemeinsam mit den Studierenden durchgeführt, (5) sie wird in angemessener Weise veröffentlicht.
SoTL-Forschung ist inhaltlich und methodisch vielfältig. Zur Orientierung wurde eine Typologie vorgeschlagen, die folgende Themen bzw. Methoden unterscheidet:
- Studierendenforschung (Studienverhalten und -verläufe, -voraussetzungen, Situation der Studierenden)
- didaktische Diskussion: Sichtung und Erörterung didaktischer Diskussionen und Befunde in der (fachspezifischen) Literatur zu Hochschuldidaktik, Lehr- und Lernforschung
- didaktische Diskussion und Lehrveranstaltungskonzept; hierbei wird auch ein konkretes Lehrkonzept begründet und diskutiert
- didaktische Forschung mit qualitativen oder quantitativen Datenerhebungs- und -auswertungsmethoden
- Innovationsbericht zu einer konkreten didaktischen Maßnahme; Erfahrungsbericht mit mindestens Konzept, Verlauf und Evaluation
- begründeter Innovationsbericht, der durch eine breitere theoretische Begründung oder eine umfassendere empirische Evaluation über den Innovationsbericht hinausgeht
- Studiengangentwicklung: Konzipierung und fundierte Begründung von (Elementen von) Studiengängen.

Die häufigsten Formen sind nach einer Analyse Hubers aus dem Jahr 2018 der Innovationsbericht und der didaktische Innovationsbericht. Studierendenforschung und Studiengangentwicklung sind hingegen sehr selten, und auch das Potential zur wissenschaftsdidaktischen Selbstreflexion des Fachs durch SoTL wird bislang kaum ausgenutzt.
Eine deutsche Übersetzung des Begriffs ist nicht gebräuchlich; ein Grund dafür ist der Begriff „scholarship“, der erstens Elemente von Wissenschaft und Gelehrsamkeit kombiniert, für die das Deutsche keine griffige Übersetzung kennt, und zweitens betont, dass Lehrende auch Lernende sind und dafür Austausch und Spielraum benötigen. Dieser Gedanke ist dem Selbstverständnis deutscher Hochschullehrer eher fremd.
Im Zuge der Auseinandersetzung mit der Frage, was SoTL ist, wird verschiedentlich diskutiert, wie es sich abgrenzt von anderen lehrbezogenen Forschungsansätzen, wie z. B. dem forschenden Lernen und Lehren, Aktionsforschung und Hochschuldidaktik als Transformationswissenschaft. Weiterführend kann in diesem Zusammenhang auch auf den Aktionsforschungsansatz von Herbert Altrichter in Zusammenarbeit mit Peter Posch und Harald Spann und ebenso auf das „Lehrer-Forscher-Modell in Bielefeld“ von Hartmut von Hentig verwiesen werden. Darüber hinaus gibt es auch eine Überschneidung mit dem Ansatz des Scholarship of Academic Development (SoAD), wobei stärker die akademische Entwicklung der Berufspraxis von Hochschullehre und Hochschulentwicklung sowie der daran Beteiligten im Vordergrund steht.
Discipline-Based Educational Research (DBER) unterscheidet sich von dem allgemeineren SoTL-Konzept durch eine enge Einbindung in spezielle Fachgebiete, zum Beispiel Physik oder Mathematik. Dies spiegelt sich oft in sehr fachspezifischen Fragestellungen wider, und auch Akteure in diesem Forschungsbereich haben häufig nicht didaktischen, sondern fachlichen Hintergrund.
Eng mit SoTL verwandt ist auch der Ansatz des Decoding the Disciplines, welcher stärker darauf abzielt, „das implizite Wissen von Experten explizit zu machen und Studierenden zu helfen, die mentalen Handlungen zu beherrschen“.

## Geschichte
Die Ursprünge von SoTL liegen im amerikanischen Hochschulraum. Zuerst verwendet wurde der Begriff wohl, noch als „scholarship of teaching“, von Ernest Boyer im Rahmen seiner Bestimmung der Professionalisierung von Hochschullehrenden. Die Idee fasste in den USA schnell Fuß. Unter anderem legte die Carnegie Foundation 1998 ein umfangreiches Förderprogramm auf: die Carnegie Academy for the Scholarship of Teaching and Learning (CASTL). Mehrere Universitäten (unter anderem die University of Georgia und die Illinois State University) nahmen SoTL in ihr Ausbildungsprogramm für Lehrende auf und es entstanden zahlreiche Publikationen mit Berichten über SoTL-Projekte sowie Zeitschriften, die ausschließlich dem Thema SoTL gewidmet sind, etwa das Journal of the Scholarship of Teaching and Learning, Teaching & Learning Inquiry, The Canadian Journal of the Scholarship of Teaching and Learning sowie Practice and Evidence of the Scholarship of Teaching and Learning in Higher Education. Im Jahr 2004 wurde die International Society for the Scholarship of Teaching & Learning (ISSOTL) gegründet.
Nach Europa kam das Konzept deutlich später. In Deutschland berichtete der Hochschuldidaktiker Adi Winteler 2001 über die angloamerikanischen Entwicklungen, allerdings ohne nennenswerten Widerhall, obwohl mit hochschuldidaktischen Kooperationsprojekten und der Aktionsforschung in der Lehrerbildung dem SoTL ähnliche Gedanken bereits verbreitet waren. Deutlich folgenreicher war 2011 ein Artikel des Hochschuldidaktikers Ludwig Huber, in dessen Folge es zu zunehmender Verbreitung unter Hochschullehrenden und in der Hochschuldidaktik kam. Im Jahr 2017 wurde das deutschsprachige SoTL-Netzwerk gegründet, das interessierte Hochschullehrende vernetzt, Workshops anbietet und regionale Treffen organisiert. Mit den Aktivitäten soll sehr konkret die Umsetzung von SoTL an deutschen Hochschulen gefördert werden.
Einige hochschuldidaktische Weiterbildungsprogramme setzen SoTL als Element ein, so die Universität Paderborn und, standortübergreifend, die Hochschuldidaktik Sachsen. Zur hochschuldidaktischen Weiterbildung von Lehrenden gehört dann, dass diese die eigene Lehre nach den Ideen von SoTL beforschen und dies für ihre fachliche Gemeinschaft veröffentlichen. Die Sektion „Paderborner Beiträge“ in der Zeitschrift die hochschullehre stellt solche SoTL Untersuchungen zusammen.

## Untersuchungsmethoden
Anders als empirische Evaluationsforschung ist SoTL methodisch sehr vielfältig und nicht auf im engeren Sinne empirische Methoden beschränkt. Zu den Untersuchungsmethoden gehören u. a. Literaturarbeit zum Beispiel zur Aufarbeitung und Begründung von Lehrkonzepten, Analyse und Reflexion der eigenen Lehrpraxis, Beobachtung und Fallstudien zu eigenen Lehrveranstaltungen, Interviews mit Studierenden oder Lehrenden sowie Fokusgruppen, der Einsatz von Fragebögen, Inhaltsanalyse von Texten, etwa Prüfungsleistungen aus Veranstaltungen, die Sekundäranalyse vorhandener Daten aus einem Studiengang, oder auch Quasi-Experimente in der Lehre (beispielsweise Vergleich zweier didaktisch unterschiedlich gestalteter, ansonsten identischer Lehrveranstaltungen). Der angestrebten Folgen, insbesondere Reichweite und Zielpublikum, sind für die Entscheidung für Methoden wichtiger als bildungswissenschaftliche Annahmen über die Identifikation von Wirkzusammenhängen. Dennoch lässt sich beobachten, dass empirisch-bildungswissenschaftliche Methoden im SoTL-Kontext weit verbreitet sind.

## Thesen für die Weiterentwicklung
Im Rahmen eines Impulspapiers des Deutschsprachigen SoTL-Netzwerk wurden fünf Thesen für die Weiterentwicklung von SoTL in der Hochschullehre zur Diskussion gestellt. Diese Thesen sind vor dem Hintergrund der Einrichtung und programmatischen Ausrichtung der Stiftung Innovation in der Hochschullehre im Januar 2020 entstanden.
- Der SoTL-Ansatz ist in hohem Maße relevant für die (innovative) Weiterentwicklung und Qualitätssicherung der Hochschullehre. (Qualitätsentwicklung)
- Die Erforschung der eigenen Lehre nach dem Prinzip „SoTL“ fördert einen fach- und lehrbezogenen Wissens- und Erfahrungstransfer zwischen Lehrenden, Fachbereichen und Disziplinen. (Transdisziplinarität)
- SoTL ist ein Motor für eine international vernetzte Entwicklung von Hochschullehre. (Internationalität)
- SoTL schafft Möglichkeiten, sich disziplin-, hochschultyp- und statusgruppenübergreifend über die Entwicklung guter Lehre zu verständigen. (Kooperation)
- Netzwerke schaffen eine Verankerung von SoTL in Fachdisziplinen. (Community of Practice)